# Cristoforo Fiorentino
Cristoforo Fiorentino, detto l'Altissimo (Firenze, 1480 circa – dopo il 1515), è stato un poeta italiano.
Girovagò per Firenze, Venezia e tutt'Italia, lasciandoci Il primo libro dei Reali, una Rotta di Ravenna, una serie di produzioni amorose, vari sonetti tra cui il Sonetto Opera Nuova, strambotti e capitoli in terza rima. 